# 지아키촌 (아이치현 가이토군)
지아키촌(千秋村)은 일본 아이치현 가이토군에 설치되었던 촌이다. 현재의 아이사이시·야토미시·가니에정의 일부에 해당한다.